# José Vargas (baloncestista)
José Vargas (nacido el 23 de junio de 1963 en La Romana, La Romana) es un ex-baloncestista profesional dominicano. Vargas jugó baloncesto universitario para los Tigers de la Universidad Estatal de Luisiana. Fue elegido el puesto número 49 del Draft de la NBA de 1988 por los Dallas Mavericks.

## Trayectoria deportiva

### Universidad
Vargas jugó cuatro temporadas de baloncesto universitario para los Tigers de la Universidad Estatal de Luisiana, donde disputó un total de 130 partidos, promediando 7,2 puntos y 4,4 rebotes por partido con un 50,4% de acierto en tiros de campo. Vargas elevó sus estadísticas personales en anotación y rebotes desde 3,2 puntos y 2,0 rebotes por partido de su primera temporada hasta 14,5 puntos y 8,2 rebotes por partido de su cuarta y última temporada.

### Profesional
El 28 de junio de 1988, Vargas fue seleccionado en la posición número 49 del Draft de la NBA de 1988 por los Dallas Mavericks. Sin embargo, no llegó a jugar en la NBA, eligiendo jugar con el Virtus Roma de la liga italiana.Estuvo en equipos campeones en Venezuela, Brasil (5), Panamericano de Clubes, Liga Sudamericana (3) y fue líder en rebotes en Venezuela.
Con la selección nacional estuvo en 11 ocasiones. Logró medallas de plata en Centrobasket (1995, 2003) y Juegos Panamericanos (2003).
Fue el MVP en el Centrobasket de 1995 celebrado aquí al registrar averages de 21.7 puntos, 11.2 rebotes con 63 por ciento de acierto en lances de campo.
En el Mundial Juvenil de 1983 (España) ayudó al equipo dominicano a quedar en el primer lugar de la ronda de consolación.
Vargas, vio acción en 10 campañas del básquet distrital con Naco, San Lázaro, Los Prados y Los Mina. En 107 partidos promedió 15.7 puntos, 7.9 rebotes, 1.1 bloqueos y 0.6 asistencias. Fue campeón con Los Mina en 1993.
Completo en ambos lados de la cancha, más espectacular, sus terminaciones hacia el aro eran demoledoras difícilmente no terminaba con un sensacional donqueo, esto no opacaba su gran tiro de media distancia y su ataque en la pintura con sus largos brazos y grandes manos era efectivo, dominaba el balón a su antojo, tenía varias armas para fabricar puntos. Su defensa área era insuperable, su estatura, salto y largos brazos le facilitaba repartir bloqueos sin piedad, taquillero, uno de los jugadores más taquilleros en la historia del básquet nacional dominicano, fajador como ninguno, dotes de liderazgo desde sus inicios.
José -Grillo- Vargas fue exaltado al Pabellón de la Fama del Deporte Dominicano en 2010.